# Cattedrali in Cile
Questa è una lista di cattedrali in Cile.

## Cattedrali cattoliche
| Cattedrale                                                 | Arcidiocesi o Diocesi                  | Località          | Immagine |
| ---------------------------------------------------------- | -------------------------------------- | ----------------- | -------- |
| Cattedrale di San Giacomo                                  | Arcidiocesi di Santiago del Cile       | Santiago del Cile |          |
| Cattedrale di Sant'Ambrogio                                | Diocesi di Linares                     | Linares           |          |
| Cattedrale di San Giuseppe                                 | Diocesi di Melipilla                   | Melipilla         |          |
| Cattedrale di El Sagrario                                  | Diocesi di Rancagua                    | Rancagua          |          |
| Cattedrale di San Bernardo                                 | Diocesi di San Bernardo                | San Bernardo      |          |
| Cattedrale di San Filippo apostolo                         | Diocesi di San Felipe (Cile)           | San Felipe        |          |
| Cattedrale di Sant'Agostino                                | Diocesi di Talca                       | Talca             |          |
| Cattedrale della Madonna del Carmine                       | Diocesi di Valparaíso                  | Valparaíso        |          |
| Cattedrale di San Giuseppe                                 | Arcidiocesi di Antofagasta             | Antofagasta       |          |
| Cattedrale dell'Immacolata Concezione                      | Diocesi di Iquique                     | Iquique           |          |
| Cattedrale di San Giovanni Battista                        | Diocesi di San Juan Bautista de Calama | Calama            |          |
| Cattedrale di San Marco                                    | Diocesi di San Marcos de Arica         | Arica             |          |
| Cattedrale dell'Immacolata Concezione                      | Arcidiocesi di Concepción              | Concepción        |          |
| Cattedrale di San Bartolomeo apostolo                      | Diocesi di San Bartolomé de Chillán    | Chillán           |          |
| Cattedrale di Santa Maria degli Angeli                     | Diocesi di Santa María de Los Ángeles  | Los Ángeles       |          |
| Cattedrale di San Giuseppe                                 | Diocesi di Temuco                      | Temuco            |          |
| Cattedrale di Nostra Signora del Rosario                   | Diocesi di Valdivia                    | Valdivia          |          |
| Cattedrale del Sacro Cuore di Gesù                         | Diocesi di Villarrica                  | Villarrica        |          |
| Cattedrale di Nostra Signora della Mercede                 | Arcidiocesi di La Serena               | La Serena         |          |
| Cattedrale di Nostra Signora del Rosario                   | Diocesi di Copiapó                     | Copiapó           |          |
| Cattedrale di San Raffaele Arcangelo                       | Prelatura territoriale di Illapel      | Illapel           |          |
| Cattedrale di Nostra Signora del Carmine                   | Arcidiocesi di Puerto Montt            | Puerto Montt      |          |
| Cattedrale di San Matteo Apostolo                          | Diocesi di Osorno                      | Osorno            |          |
| Cattedrale del Sacro Cuore di Gesù                         | Diocesi di Punta Arenas                | Punta Arenas      |          |
| Cattedrale di Nostra Signora del Rosario della Cordigliera | Diocesi di San Carlos de Ancud         | Ancud             |          |
| Cattedrale di Santa Teresa del Bambin Gesù                 | Vicariato apostolico di Aysén          | Puerto Aisén      |          |
| Concattedrale di Nostra Signora dei Dolori                 | Vicariato apostolico di Aysén          | Coyhaique         |          |
| Cattedrale di Nostra Signora del Carmine                   | Ordinariato militare in Cile           | Santiago del Cile |          |

## Cattedrale ortodossa, Chiesa greco-ortodossa di Antiochia
| Cattedrale                          | Diocesi               | Città             | Immagine |
| ----------------------------------- | --------------------- | ----------------- | -------- |
| Cattedrale ortodossa di San Giorgio | Arcieparchia del Cile | Santiago del Cile |          |